# Гама Рей
Гама Рей (на английски: Gamma Ray) е пауър метъл група основана през 1988 г. от Кай Хансен, след напускането му на Хелоуин. Той е вокал и водещ китарист, както и основен текстописец. Групата е сред най-известните на германската хевиметъл сцена.

## История

### Формиране
През 1988 г., след четири години с Хелоуин, китаристът и текстописец Кай Хансен решава да напусне групата (като и до днес има спорове за това какви са били причините). Според Хансен групата е станала прекалено голяма и той вече не може да я ръководи, но на решението му вероятно са повлияли и лошото финансово състояние на групата и проблеми със звукозаписната компания. Първоначално той работи в студио с Blind Guardian. Впоследствие през 1989 г. Хансен решава да започне свой проект с дългогодишния си приятел Ралф Шепърс от Tyran Pace. Този проект от двама души нараства на четирима с приъединяването на Уве Весел (бас) и Матиас Бъркард (барабани). Това е началото на Гама Рей, които в този период силно напомнят на бившата група на Хансен.

### Дебютен албум и промени (1990 – 1995)
В този състава групата записва и издава Heading for Tomorrow през февруари 1990 г., а по-късно същата година и демото Heaven Can Wait EP, но вече с нови китарист и барабанист – Дирк Шлехтер и Ули Куш.
През февруари 1991 г., групата започва репетиции за записването на втория си студиен албум, в малка къща в Дания. С няколко нови песни, Гама Рей влизат в студиото с продуцента Томи Нютън и записват Sigh No More, който е издаден през септември. Стилът вече е коренно различен от този в предишния албум. Това е постигнато с добавянето на по-мрачни текстове, които са резултат от Войната в Персийския залив. Последва световно турне с 50 дати.
След японското турне в началото на 1992 г., Куш и Весел напускат групата поради личностни различния и са заменени от Ян Рубах (бас) и Томас Нак (барабани), които идват от една от старите хамбургски групи Anesthesia. Освен това групата започва да строи свое собствено студио и затова работата по следващият им албум започва през 1993 г. Албумът Insanity and Genius излиза през юни същата година. Звукът тук е по-близък до Heading for Tomorrow, от колкото до Sigh No More. През септември Гама Рей, заедно с Rage, Helicon и Conception участват в турнето „Мелодичния метъл отвръща на удара“, от което е и първия концертен албум на групата The Power of Metal, както и видеата Power of Metal и Lust for Live.
Следват още промени в състава. Шепърс живеел доста далеч от Хамбург, което означава, че групата можела да репетира само през почивните дни, което пречело на работата по новия албум. След като Шепърс „подал молба за работа“ в Judas Priest (и имал големи шансове да се присъедини към тях) Хансен го попитал, дали ако остане с Гама Рей ще е правилно решение. Междувременно Хансен и Шлехтер са започнали да пишат самостоятелно песни за Insanity and Genius, което се отразява зле на отношенията в групата. Хансен и Шепърс решават, че е по-добре втория да напусне групата без лоши чувства (впоследствие Шепърс не става вокал на Judas Priest и създава своя група наречена Primal Fear). Хансен започва да търси нов вокал, но поради желанието на фенове и приятели, самия той поел китарата и вокалите, също като в Хелоуин.

### Land of the Free и комерсиален успех (1995 – 2006)
През 1995 г., излиза четвъртия студиен албум Land of the Free. Той е посрещнат добре от критиката. От последвалото турне е концертния Alive '95, издаден през 1996 г.
Скоро след това последвала нова промяна в състава. Рубах и Нак напускат, за да се завърнат в Anasthesia. Така към групата се присъединил Дан Цимерман, който по-късно основал Freedom Call. Шлехтер от своя страна искал да остави китарата и да се заеме с баса, тъй като това бил основния му иснтрумент (това може да се види във видеото на Heading for the East, където той и Весел си разменят инструментите за няколко песни). Така Хеньо Рихтер се присъеднил към групата, за да поеме втората китара. В този състав групата свири и до днес.
Започва работата по следващия албум, който излиза през 1997 г. Somewhere Out in Space бележи началото на космическата тематика в песните на групата. В този албум е хита Valley of the Kings. След двугодишни турнета излиза албума Power Plant, който продължава тематичната насоченост на предишния, но с нова музикална насоченост. Този албум спечелва голяма слава по цял свят.
Дошло е време за албум съдържащ най-доброто от групата и Хансен решава да направи нещата по-различни – оставя феновете да гласуват на сайта на групата за трите си любими песни от всеки албум, след което групата презаписала избраните от първите три албума парчета и ремиксирала тези от последващите албуми. Blast from the Past е името избрано за този двоен албум.
След едногодишна почивка (по време на която Хансен работи по страничния си проект Iron Savior) групата записва и издава No World Order, който съдържа много рифове напомнящи за класически групи от НВБХМ (NWOBHM) като Iron Maiden и Judas Priest. Въпреки това и този албум е добре посрещнат. Последва турне в повечето европейски страни и Япония. След почивката от турнето групата тръгва на ново турне – Skeletons in the Closet, на което изпълняват песни, които никога или рядко са свирили на живо. Отново сетлиста е гласуван от феновете. Изнесени са малко представления, две от които са записани за концертния Skeletons in the Closet.
Кай Хансен и Хеньо Рихтер участват в проекта на Тобиас Замет Avantasia, в частите The Metal Opera и The Metal Opera Part II. В тези два албума Хансен свири отново с бившите си колеги от Хелоуин Маркус Гроскопф и Махаел Киске.
На 6 май 2006 г. в Монреал, е записано концертното ДВД Hell Yeah – The Awesome Foursome (And The Finnish Keyboarder Who Didn't Want To Wear His Donald Duck Costume) Live in Montreal. Сетлиста включва песни от албумите до Majestic (като е пропуснат Insanity and Genius) и е включен кавър на песента на Хелоуин I Want Out. Видеото е издадено на 4 ноември 2008 г., и влиза на четвъро място в германските класации и на първо в шведските.
В последните години Гама Рей използват клавирни изпълнители на концертите си, за да достигне звукът своята пълнота в естествена среда. Аксел Макенрот от Masterplan изплънява първоначално тази роля, а поста е поет от Еро Кокомис – финландец, който свири в трибют група на Гама Рей. Неговия колега Каспери Хейкинен свири по време на турнето за Majestic през 2006 г., след като Рихтер се контузва.

### Последна дейност
Land of the Free II излиза в края на 2007 г., като продължение на суперуспешния Land of the Free". За промотиране на албума, Гама Рей са „много специален гост“ по време на турнето на Хелоуин Hellish Rock 2007/2008 World Tour, като на някой концерти свирят и Axxis. На бис Хансен и други членове на Гама Рей се присъединяват към Хелоуин и изпълняват няколко песни от периода на Хансен с групата. Освен това Хансен често се присъединява към Михаел Вайкат в средата на сцената.
През 2010 г. излиза албумът To the Metal!
На 1 септември 2012 г. групата анонсира новия си барабанист Михаел Ехри (Michael Ehré), който заменя Дан Цимерман след 15-годишната му кариера в Gamma Ray. Empire of the Undead излиза през март 2014 г. като е с повече траш звучене.

## Състав
| Сегашни членове - Кай Хансен – китара (1989– ), вокали (1994– ) - Дирк Шлехтер – китара (1990 – 1997), бас (1997– ) - Хеньо Рихтер – китара, клавиши (1997– ) - Михаел Ехри – барабани (2012– ) |  | Предишни членове - Матиас Бъркард – барабани (1989 – 1990) - Уве Весел – бас (1989 – 1993) - Ралф Шепърс – вокали (1989 – 1994) - Ули Куш – барабани (1990 – 1992) - Ян Рубах – бас (1993 – 1997) - Томас Нак – барабани (1993 – 1997) - Дан Цимерман – барабани (1997 – 2012) |

### Студийни гост музиканти
- Михаел Киске – вокали (1995) в Time to Break Free и Land of the Free
- Ханси Кюрш – вокали (1995) в Farewell и Land of the Free
- Томи Нютън – китари (1989, 1990, 1991)
- Томи Хансен – клавирни (1991)
- Пие Силк – вокали, клавишни, китари (1989, 1990, 1991, 1997)
- Тамо Волмерс – барабани (1989)
- Миша Герлак – клавишни (1989)
- Саша Пет – клавишни (1993, 1995)
- Томас Щаух – барабани (1997)
- Аксел Макенрот – клавишни (2005)

## Дискография
| - Heading for Tomorrow (1990) - Sigh No More (1991) - Insanity and Genius (1993) - Land of the Free (1995) - Somewhere Out in Space (1997) - Power Plant (1999) - No World Order (2001) - Majestic (2005) - Land of the Free II (2007) - To the Metal! (2010) - Empire of the Undead (2014) - Alive '95 (1996) - Skeletons in the Closet (2003) - Hell Yeah! The Awesome Foursome (2008) - Skeletons & Majesties Live (2012) - Heaven Can Wait (1990) - Who Do You Think You Are? (1990) - Future Madhouse (1993) - Rebellion in Dreamland (1995) - Silent Miracles (1996) - Valley of the Kings (1997) - Skeletons & Majesties (2011) - Master of Confusion (2013) | - The Karaoke Album (1997) - Blast from the Past (2000) - Alright! 20 Years Of Universe (2010) - The Best (Of) (2015) - Heading for the East (1990) - Lust for Live (1994) - Hell Yeah – The Awesome Foursome (And The Finnish Keyboarder Who Didn't Want To Wear His Donald Duck Costume) Live in Montreal (2008) - Skeletons & Majesties Live (2012) - Heaven Can Wait/Mr. Outlaw (1989) - Who Do You Think You Are? (1990) - Future Madhouse (1993) - Rebellion In Dreamland (1995) - Silent Miracles (1996) - Valley of the Kings (1997) - Heaven Or Hell (2001) - Wannabees/One Life (2010) - Avalon (2014) - Pale Rider (2014) - I Wil Return (2014) - Time For Deliverance (2014) |